# Drippin' in Milano
Drippin' in Milano è un singolo della rapper italiana Anna, pubblicato il 16 luglio 2021 da Universal Records.

## Video musicale
Il videoclip del brano è stato pubblicato su YouTube il 28 luglio 2021. Diretto da Andrea Folino, è stato interamente girato in una villa situata sul lago di Como.

## Tracce
Testi di Anna Pepe e Young Miles, musiche di Young Miles.
1. Drippin' in Milano – 2:39

## Classifiche
| Classifica (2021) | Posizione massima |
| ----------------- | ----------------- |
| Italia            | 24                |